# Sunda Kelapa

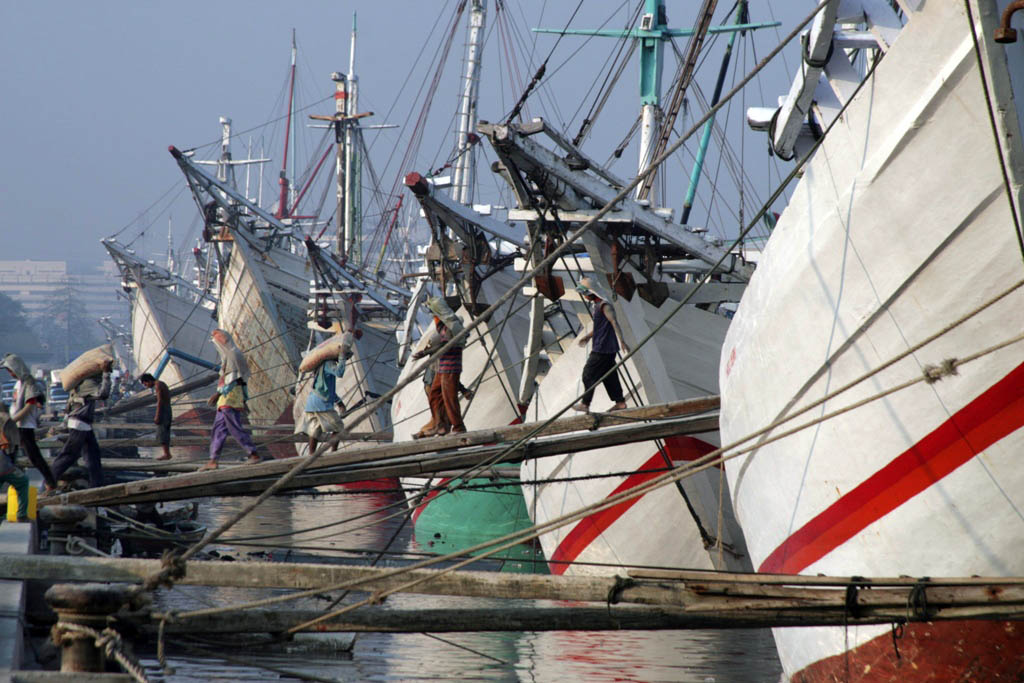
Traditionelle Pinisi im Hafen Sunda Kelapa

Sunda Kelapa ist der älteste Hafen der indonesischen Hauptstadt Jakarta. Nach der Zerstörung in einem Krieg 1527 erfolgte die Gründung der heutigen Hauptstadt.
In diesem Hafen findet man die weltweit größte noch existente Flotte von Lastensegelschiffen (Pinisi), die die gesamte südostasiatische Inselwelt mit Waren bereist.
Neben Sunda Kelapa gibt es in Jakarta noch den neueren Hafen Tanjung Priok vor allem für den Personenfährverkehr, und einen dritten modernen Hafen westlich von Sunda Kelapa, der vor allem dem Containertransport dient.